# Domek na prerii (miniserial)
Domek na prerii – kanadyjski miniserial z 2004 r. będący ekranizacją książek Laury Ingalls Wilder. Obejmuje okres opisany w Małym domku w Wielkich Lasach i Domku na prerii.
Miał swoją premierę w sieci ABC w cyklu programów Walt Disney przedstawia. W marcu 2006 ukazał się w USA na płytach DVD.
Miniserial składa się z pięciu odcinków. Pierwszy pilotażowy trwa 90 min., a pozostałe po 45 min.  Realizatorzy dopuszczali możliwość nakręcenia dłuższego serialu, jednak nie stworzono jego kontynuacji.

## Obsada
- Cameron Bancroft – Charles Ingalls
- Erin Cottrell – Caroline Ingalls
- Kyle Chavarria – Laura Ingalls
- Danielle Chuchran – Mary Ingalls
- Gregory Sporleder – pan Edwards